# 受胎告知 (メムリンク)
『受胎告知』（じゅたいこくち、蘭: Annunciatie、英: Annunciation）は、初期フランドル派の画家ハンス・メムリンクが1480年代に制作した絵画である。『新約聖書』中の「ルカによる福音書」(1:26) に記述されている「受胎告知」 (大天使ガブリエルが聖母マリアに、彼女が懐妊しており、イエス・キリストの母となるであろうと告知をすること) を主題としている。 絵画は、1928年以降の不明な時期に本来のオーク板からキャンバスに移転された。 現在、ニューヨークにあるメトロポリタン美術館のロバート・レーマン コレクションに所蔵されている。
絵画は、家庭内に2人のお付きの天使といるマリアを表している。ガブリエルは教会聖職者の衣服を身に着けており、聖霊を表すハトが聖母の頭上を飛んでいる。本作は、ロヒール・ファン・デル・ウェイデンの1455年ごろの『コルンバの三連祭壇画』 (アルテ・ピナコテーク、ミュンヘン) を発展させたものである。美術史家のメアリアン・エインズワース によると、作品は「驚嘆すべき独創的な図像で、鑑賞者または礼拝者にとって含蓄に富んでいる」。
図像は、聖母の純潔に焦点を当てている。彼女の卒倒はキリストの磔刑を予兆し、母、花嫁、天の女王としての彼女の役割が強調されている。19世紀まで存在していた本来の額縁には、1482年と信じられていた制作年が記されていた。現代の美術史家たちは、年号の最後の数字は「9」で、1489年であろうと提案している。1847年に、美術史家のグスタフ・フリードリヒ・ヴァーゲン は、作品をメムリンクの「最良かつ、最も独創的な作品」の1つであると評した。1902年に、作品はブルッヘの「ブルッヘの初期フランドル派の画家展」で展示され、その後、洗浄修復を施された。銀行家のフィリップ・レーマン は、1920年にラジヴィウ家から作品を購入したが、ラジヴィウ家のコレクションには16世紀から存在していたのかもしれない。19世紀初頭にアントニ・ヘンリク・ラジヴィウが家族の屋敷で作品を発見したのであるが、作品は矢に射抜かれていた状態であったので、修復を必要としていた。 

## 作品

### 主題

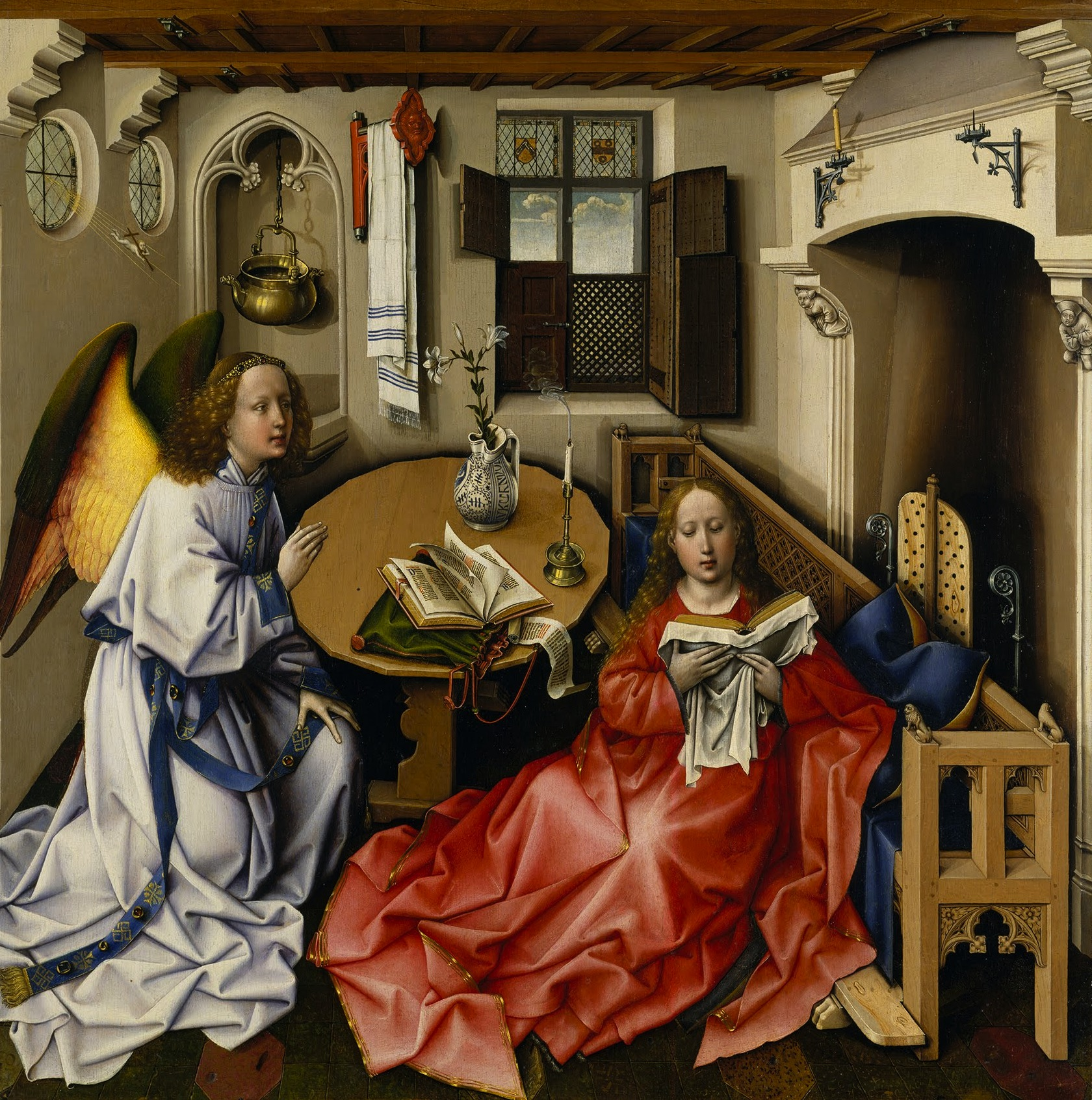
ロベルト・カンピン『メロードの祭壇画』(1420年代ごろ)、メトロポリタン美術館 (クロイスターズ)。暖炉と花瓶の慣例的図像学的表現がある。

「受胎告知」はヨーロッパ美術で人気のある主題であった。とはいえ、描くのに難しい場面であり、それは、肉体となった神の言葉 (キリストのこと) の神殿として、キリストと一体化したした聖母マリアを描くからである。神の母、神を産んだ者としてのマリアは、431年のエフェソス公会議で認定された。20年後、カルケドン公会議は、受肉の教義、すなわち、キリストは神と人の2つの性質を持つこと (位格的結合) を認定し、マリアの永遠の処女性は631年のラテラン会議 で認定された。ビザンチン美術では、受胎告知の場面は玉座に就き、女王の衣服を身に着けている聖母を描く。後代では、聖母は、寺院、教会、庭といった閉じられた空間に描かれた。

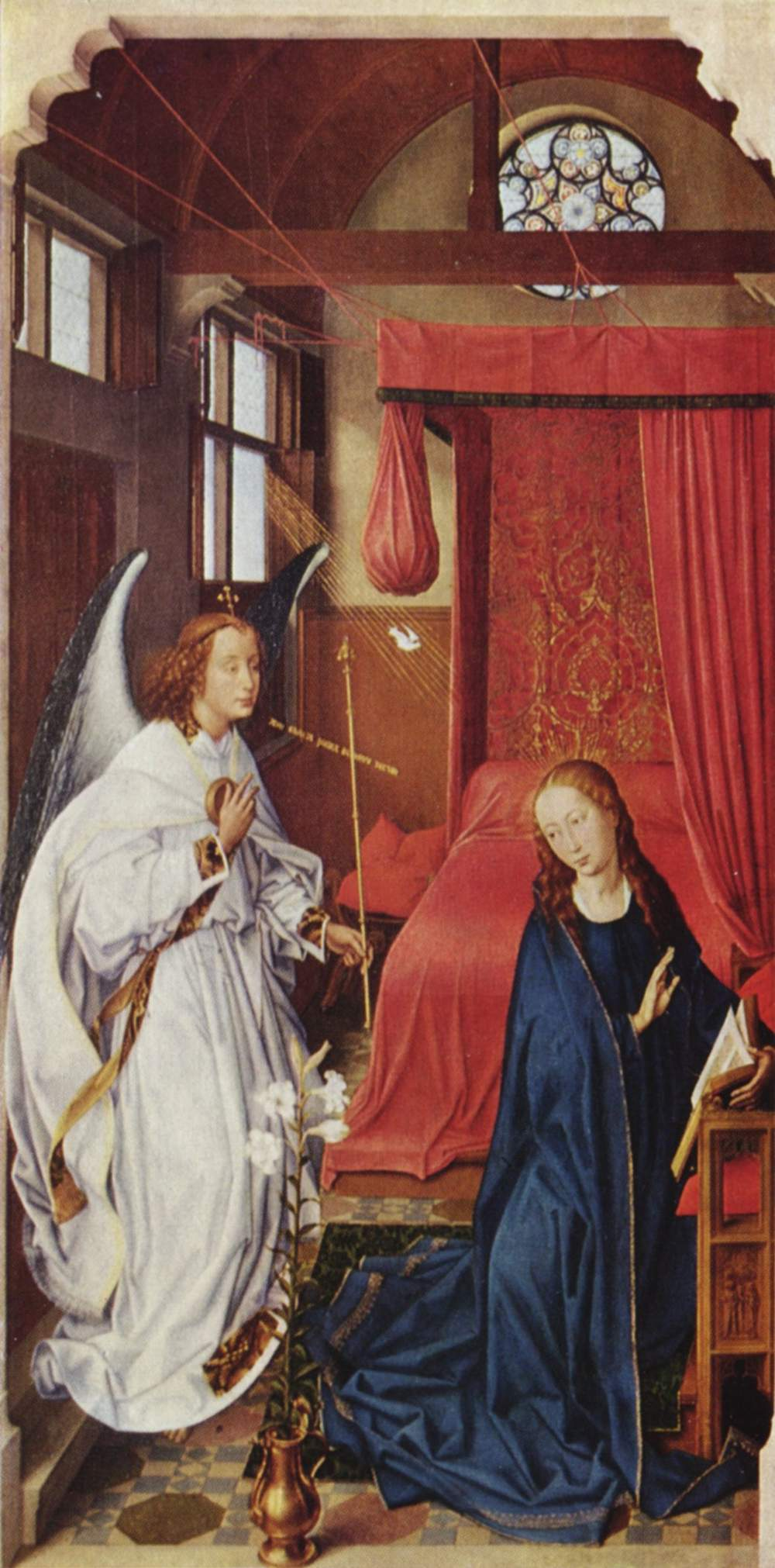
ロヒール・ファン・デル・ウェイデンの『コルンバの三連祭壇画』 (アルテ・ピナコテーク、ミュンヘン) の左翼パネル。1455年ごろ。開いた窓から光線が聖母マリアに向かって射している。

初期フランドル派絵画では、受胎告知は同時代の家庭内に設定されるのが通例である。それは、ロベルト・カンピンにより確立されたモティーフ、伝統であり、ヤン・ファン・エイクとロヒール・ファン・デル・ウェイデンに継承された。カンピンもファン・エイクも場面を寝室に設定するところまではしなかったが、寝室というモティーフは、ファン・デル・ウェイデンの1435年ごろの『受胎告知』 (ルーヴル美術館) 、1455年ごろの『コルンバの三連祭壇画』 (アルテ・ピナコテーク、ミュンヘン) にも見られる。『コルンバの三連祭壇画』では、聖母は高価な顔料で赤く塗られた婚礼用ベッドに跪いている 。メムリンクの場面の描き方は、ほとんど『コルンバの三連祭壇画』と同じである。

### 人物像
大天使ガブリエルは、聖母が神の子を産むことを告知するために聖母の前に現れる。ガブリエルは4分の3正面向きで立っているところが表されており、小さな宝石付きのダイアデム (冠) を被り、祭服をまとっている。彼は、熾天使と車輪の文様が付いた、豊かな刺繍のある赤と金色の織物の衣服を、白いアルバとアミス (肩衣) の上に身に着けている。片手には杖を持ち、もう一方の手を聖母のほうに掲げている。彼は膝を折り、キリストの母、天の女王として聖母を敬い、認めている。彼の足は裸足で、聖母の足のやや後ろに置かれている。
聖母は正面向きである。彼女の真後ろにある、赤いカーテンの掛かったベッドは画面の枠取りをする機能を持っており、伝統的な「栄誉の布」 (聖母の玉座の背後に掛かっている布) 、またはバルダッキーノ に類似している。メムリンクの先達たちの聖母は、たくさん宝石の付いた高価な衣服を纏っている。しかし、本作の聖母が身に着けている青いマントの下の無地の白いワンピースには、裾と開いた襟に最小限の宝石が付いているだけである。紫色の下着が首と手首から垣間見えるが、これは彼女の女王としての地位を示唆している。マリアは告知に驚いているようにも、告知を恐れているようにも見えない。ブルム (Blum) によれば、この場面は非常に写実主義的な感覚で表され、「少女から神の母へのマリアの変貌」を見事に描いている。

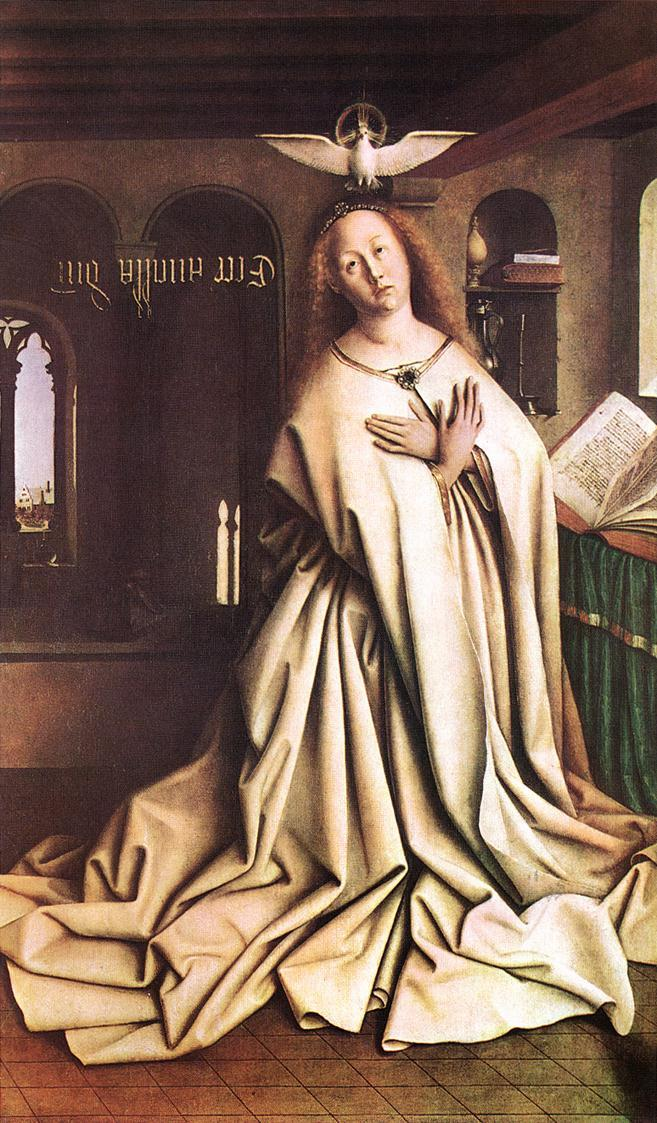
ヤン・ファン・エイクの「受胎告知」 (1432年の 『ヘントの祭壇画』の一部) 。銘文が聖母のほうに流れており、聖霊のハトが彼女の頭上を飛んでいる。

聖母は、革新的で通例ではない姿勢で描かれている。あたかも平衡感覚を失ったかのように、上昇しているか卒倒しているかのようであり、通常の座っているか跪いている姿勢から隔たっている。ブルムは、「ここで聖母が取っているような姿勢は、ほかのネーデルラントの告知絵画で探しても無駄である」と信じている。美術史家のペニー・ジョリー (Penny Jolly) は、本作は出産の姿勢を表していると提案している。その姿勢のモティーフは、ファン・デル・ウェイデンが『七つの秘蹟の祭壇画』(アントワープ王立美術館) で試みたもので、その作品では聖母の卒倒が出産のような姿勢になっている。なお、ファン・デル・ウェイデンの『十字架降架』(プラド美術館) では、マグダラのマリアが屈んで蹲っているが、その姿勢はメムリンクの『キリストの哀悼』 (ドーリア・パンフィーリ美術館) に見られるマグダラのマリアの姿勢に類似している。
聖母と並び、その手を取っている2人の天使がいる。左側の天使は聖母の衣服を持ち上げ、もう1人の天使は鑑賞者のほうを見、エインズワースによれば「我々の反応」を求めている。2人とも小さな身の丈で、厳粛であり、ブルムによれば、雰囲気的に「ガブリエルと同様である」。天使の存在を別とすれば、メムリンクは、15世紀フランドルの上流商人階級の寝室を表している。

### 事物
聖霊を表すハトが、聖母の真上にある虹色を帯びた円光の中を飛んでいる。ハトの位置と大きさは、当時の美術では通常のものではない。ファン・デル・ウェイデンの作品に見られるものとは異なり、ほかのメムリンクの作品にも再び描かれることはなかったが、ファン・エイクによる『ヘントの祭壇画』 (聖バーフ大聖堂) の「受胎告知」に登場するハトを思い起こさせるものである。そのハトの姿は、当時のベッドの上のメダルに見出せるもので、家庭内の情景と合っているように見える。マリアの左手は、彼女が祈祷台の上で開いた祈祷書の上に置かれているが、祈祷書には「D」の文字が見え、エインズワースによると、それはおそらく「Deus tecum」（神があなたとともにありますように) のことである。ブルムは、祈祷書の文は『旧約聖書』中の「イザヤ書 」 (7:14) にある「見よ。処女がみごもっている。そして男の子を産み…」という段落であると推測している。白いユリと青いアヤメの入っている花瓶が祈祷台の横の床の上にある。
当時のベッドに普通に見られるカーテン袋がガブリエルと付き添いの天使の間の軸上に見られる。ベッド脇のサイドボードには2種類のロウソクと、左側の窓から射す光を受けている水入りのガラス瓶がある。床は多色タイルからなり、ファン・デル・ウェイデンの『コルンバの三連祭壇画』に類似している。メムリンクは、天井の梁をベッドの端により途中で切断しつつ、床を画面前方まで引き延ばしている。ブルムは、その効果について「聖なる人物たちのために空けられた舞台のように」機能していると述べている。

## 図像学
作品の図像学的な面は過剰なものではなく、メムリンクは余剰な象徴性を避けている。多くの要素は、マリアの神の母としての役割を強調している。部屋は、彼女の純潔を示唆する簡素な日常の事物で満たされている。ユリの花瓶とサイドボードの品々は、15世紀の鑑賞者たちがマリアと関連づけたであろうものである。ユリがしばしば彼女の純潔を表すために用いられた一方で、アヤメ、あるいはグラジオラスは彼女の苦難の比喩であった。メムリンクは、彼女の子宮と処女性に関連する象徴を強調し、「2人の天使のような司祭を導入し、部屋を自然光で満たすことで、教義的な意味を強調するために逸話を再構成している」。 チャールズ・スターリング は、作品について「先達から受け継いだ絵画の慣例を用い、それを高揚した情感と説話的複雑さで満たすメムリンクの才能の最良の作例の1つ」として記述している。

### 光

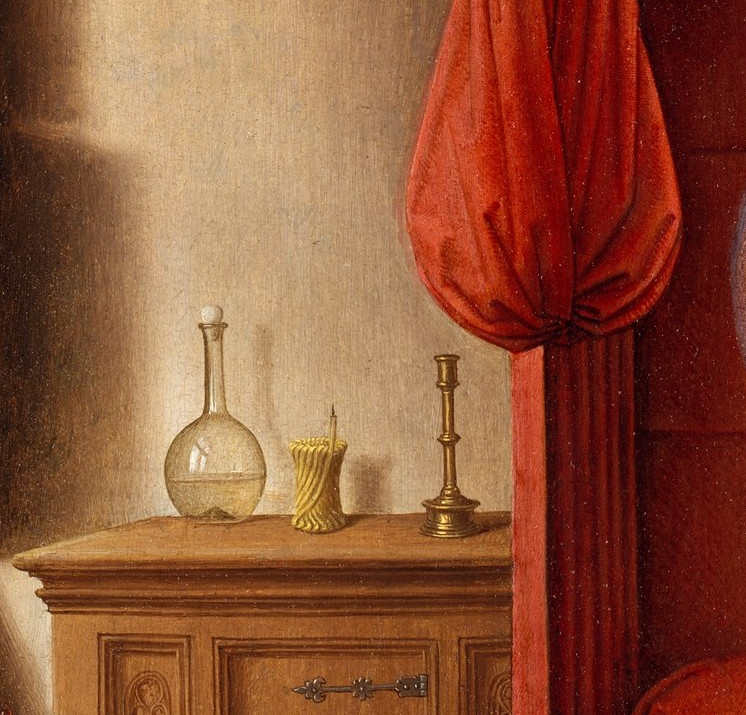
作品の部分。サイドボード、澄んだ水の入ったガラス瓶、燈心、ロウソク、カーテン袋の上で輝く光。

光は、9世紀からマリア、受肉と関連付けられるようになった。美術史家ミラード・マイス は、12世紀から受胎を伝える一般的な方法は、ガラスを通る光を聖霊が聖母の身体を通る道筋に喩えることであったと述べている。聖ベルナルドゥスはそれを陽光に喩え、以下のように説明している。「ちょうど、太陽の輝きがガラス窓を傷めることなく、それを満たし、通過し、知覚できない微妙さでその硬い形態を貫通するように、ガラスに侵入する時、傷つけず、ガラスから出る時、破壊しない。かくして、神の言葉、父なる神の輝きは処女マリアの部屋に入り、閉じられた子宮から出てきたのである」。
ベッド脇のキャビネットにある3つの事物は聖母の純潔を表している。それらは、水の入ったガラス瓶、ロウソクの燭台、燈心である。子宮型のガラス瓶を通過する光は、聖なる光に貫通された聖母の肉体を象徴している。ガラス瓶の中の清らかで、乱されていない水は、受胎時の彼女の純潔さを表しているが、それは聖母の聖性の比喩としてより早い時期の絵画にも見られるモティーフである。 ガラス瓶は、窓の格子を磔刑の象徴である十字架として映し出しているが、それはメムリンクが「1つの半透明の事物を別の事物に重ね合わせる」、もう1つの細部表現なのである。

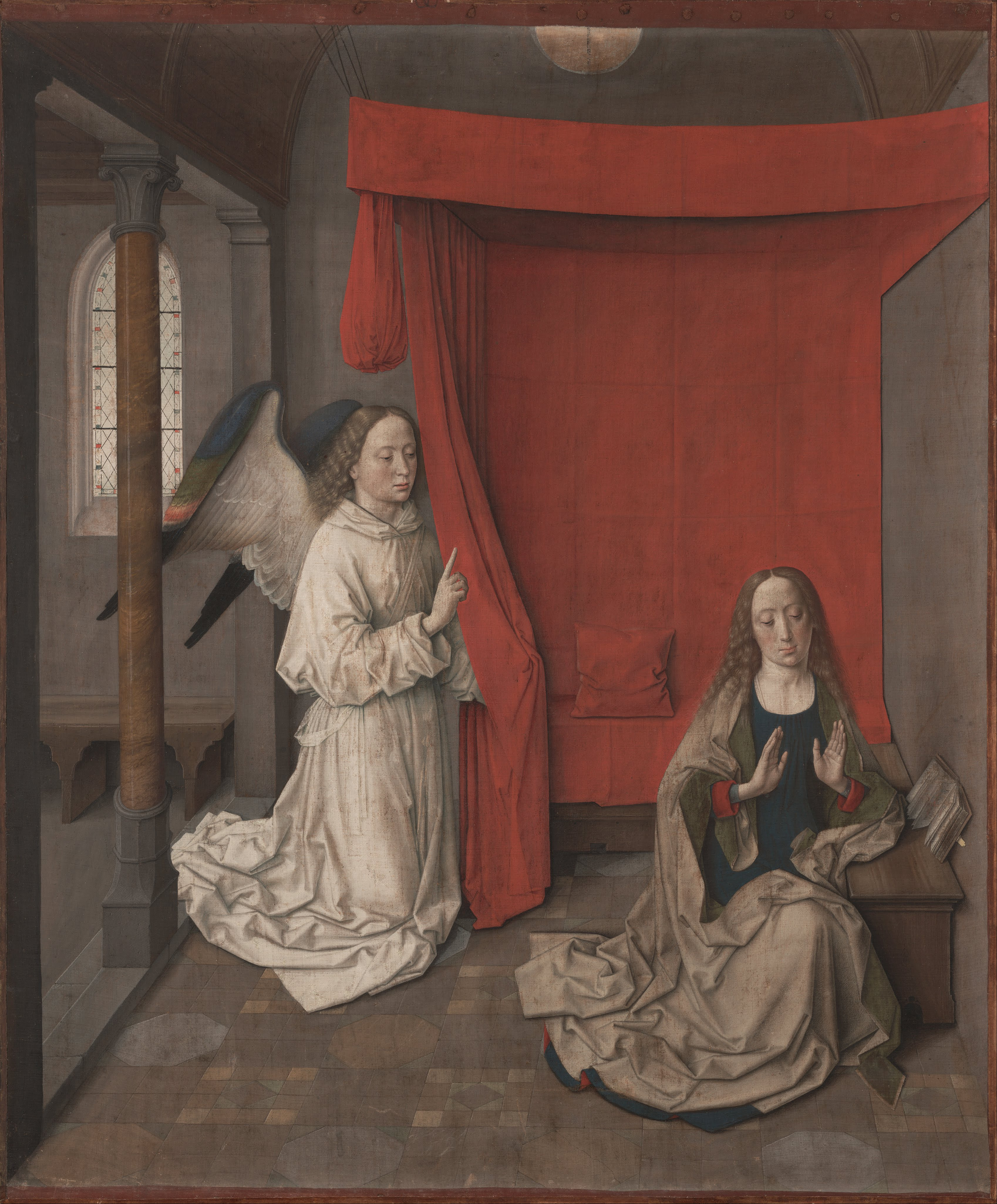
ディルク・ボウツ『受胎告知』、1450年代ごろ。J・ポール・ゲティ美術館、ロサンゼルス。光線を省略している。

ロウソクによって表される光は当時、しばしば聖母マリアとキリストを象徴するために用いられた。カンピンもファン・エイクも、受胎告知の場面に暖炉、またはロウソクを置いた。エインズワースによれば、ロウソクのない燭台と炎のない燈心は、キリストの降誕以前、キリストの聖なる光の登場以前の世界を象徴している。
受胎告知を描く画家たちの課題は、いかに視覚的に受肉、肉体化された神の言葉、すなわちキリストを表現するかということであった。画家たちは、聖母の身体に宿り、それを通過したキリストの概念を描くために、しばしばガブリエル、または近くの窓から発して聖母の身体に入る光線を表した。光線は時折、銘文を含み、かくして、神の言葉は肉体となったという信条のもと、時には聖母の耳に入るところが表された。
メムリンクは、光をはっきりとした光線として描かなかったが、ディルク・ボウツの『受胎告知』 (J・ポール・ゲティ美術館) も同様である。しかし、室内は明るく、陽光に満たされ、「受肉化の窓」 (ラテン語で、fenestra incarnationis) を表しており、それは同時代の鑑賞者には適切な象徴となっていたであろう。15世紀半ばまでに、聖母は、光の通過を可能にする部屋の開いた窓の近くに描かれるようになった。光が差し込んでくる窓のあるメムリンクの部屋は、ブルムによればマリアの貞操の最も上品な象徴である。 マリアの受胎告知の容認を示唆する言葉の書かれた巻物はないが、彼女の同意はその姿勢に明らかで、スターリングによれば、従順かつ積極的なものなのである。

### キリストの母

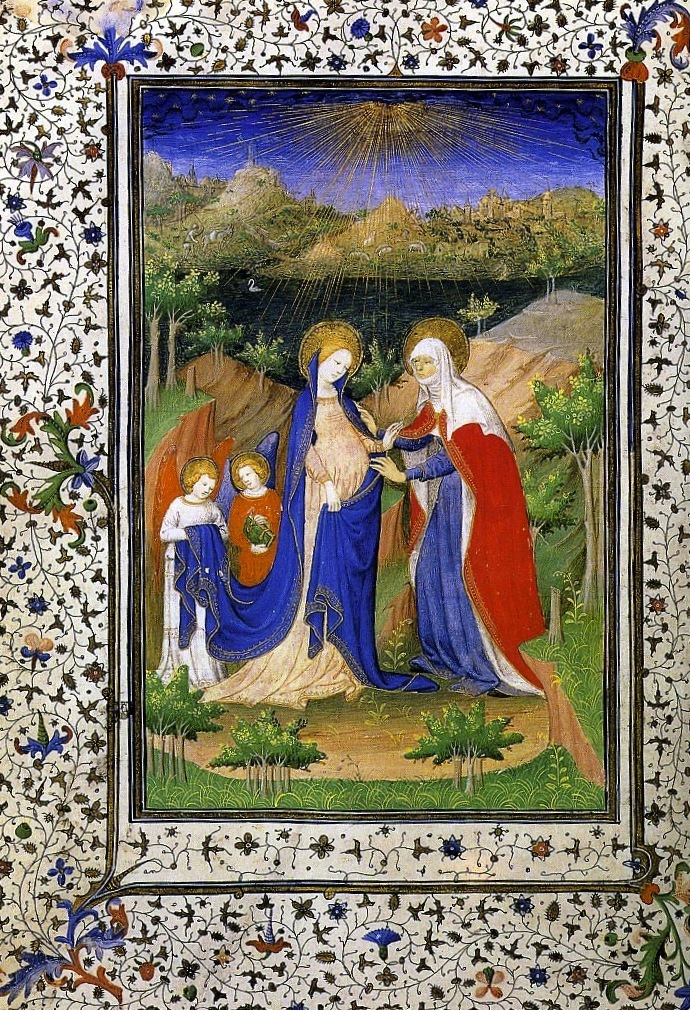
ブシコーの画家 の『聖母のエリザベト訪問』 (1405年ごろ) は、衣服に触れる付き添いの天使がいるマリアの珍しい作例。

聖母の出産は、赤いベッドと赤い子宮型のカーテン袋によって示唆されている。15世紀初期に、カーテン袋は受肉の象徴となり、「(キリストの) 人間性を確認する」役割を担った。ブルムは、「芸術家たちが聖母の胸を描くのに躊躇しなかった時代に、メムリンクは彼女の子宮を避けることはなかった」と述べている。キリストの人間性は魅惑の源であり、子宮の形を示唆するように掛けられたカーテン袋でキリストの胎児の状態を視覚化するのは、ネーデルラント絵画においてのみであった。
聖母の身体は、肉体化した聖体を持つ神殿となる。彼女は信仰の対象、すなわち「聖体顕示台」となるのである。彼女の膨らんだお腹とハトの存在は、受肉の瞬間が起きたことを示している。鑑賞者は、彼女の卒倒でキリストの磔刑と哀悼を思い起こし、「かくして、彼が聖母に宿った瞬間に人類の救済のために犠牲となることを予期するのである」。神学者たちによれば、聖母はキリストの磔刑の際に尊厳をもって立っていたが、15世紀の美術では彼女は卒倒している姿で表現され、ジョリーによれば、「死にゆく息子を目にして苦悶の中...出産の苦悶のさなかの母の姿勢を取った」。十字架の下で、彼女は彼の死の苦痛を感じたが、それは彼を出産した時に彼女が経験しなかった苦痛だった。

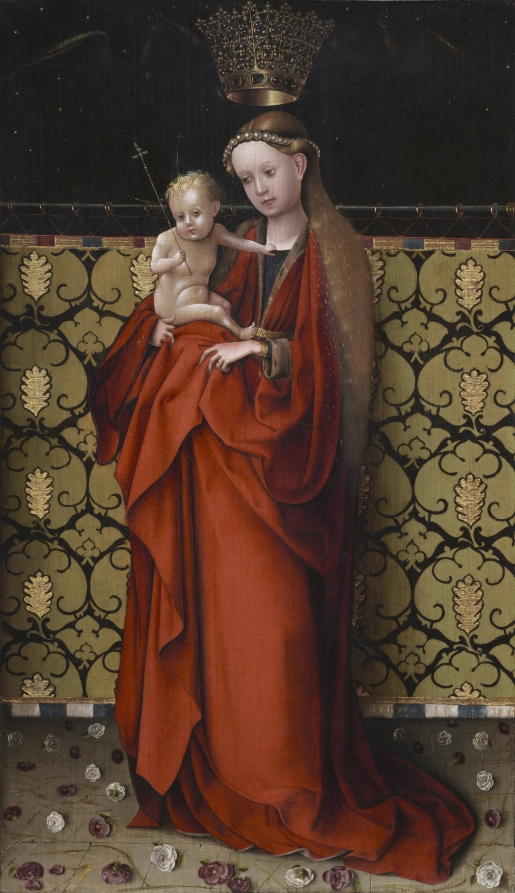
シュテファン・ロッホナー『天使に戴冠される聖母』、1450年ごろ。クリーヴランド美術館。微かにしか見えない、付き添う2人の天使が聖母の王冠の上を飛んでいる。

絵画を家庭内に設定していることは、絵画の典礼的意味と相反する。ハトは聖餐とミサを想起させるものである。ロット・ブランド・フィリップ は、「ハトの形に作られ、祭壇の上に掛けられた聖餐用容器が...15世紀を通じて」、いかに「聖変化の瞬間に下ろされた」かを研究している。本作では、聖霊がパンとブドウ酒に生命を与えたように、聖母の子宮に生命を与えたことを示唆している。彼女はキリストの身体と血 を宿し、3人の司祭のような天使に付き添われている。聖母の役割は「世界の救世主」を産むことである。天使の役割は「聖なる彼女の存在を助け、提示し、守る」ことである。キリストの誕生とともに、「彼女の奇跡的な子宮は」、崇拝の対象となるための「最後の試験に合格したのである」。

### キリストの花嫁
メムリンクは、付き添いの天使が聖母の女王の地位を示す状況で、彼女を天の女王の役割を担おうとしているキリストの花嫁として提示している。この種の天使は通常、聖母の頭上を飛び、彼女の王冠を持っているところを表される。何人かのドイツの画家は、受胎告知の場面で聖母の近くを飛ぶ天使を表したが、天使たちは滅多に聖母に近づいたり、触れたりはしない。本作のように付き添いの天使を描いた前例は１つしか見いだせない。それは、ブシコーの画家 の『聖母のエリザベト訪問』を描いている初期15世紀の装飾写本であり、懐妊した聖母の長い外套が付き添いの天使に捧げ持たれている。ブルムは、「彼女の女王のような外見は、彼女が最初にテオトコス (Theotokos)、すなわち主の母と呼びかけられた瞬間を記念するものである」と述べている。メムリンクは、しばしば聖母に付き添う祭服を着た2人の天使を描いたが、簡素な肩衣とアルバのみを身に着けた本作のような2人は、画家の作品に二度と描かれることはなかった。彼らの二重の役割は、「聖餐の供物を捧げることと聖母を花嫁、そして女王と宣言することである」。

## 様式と影響

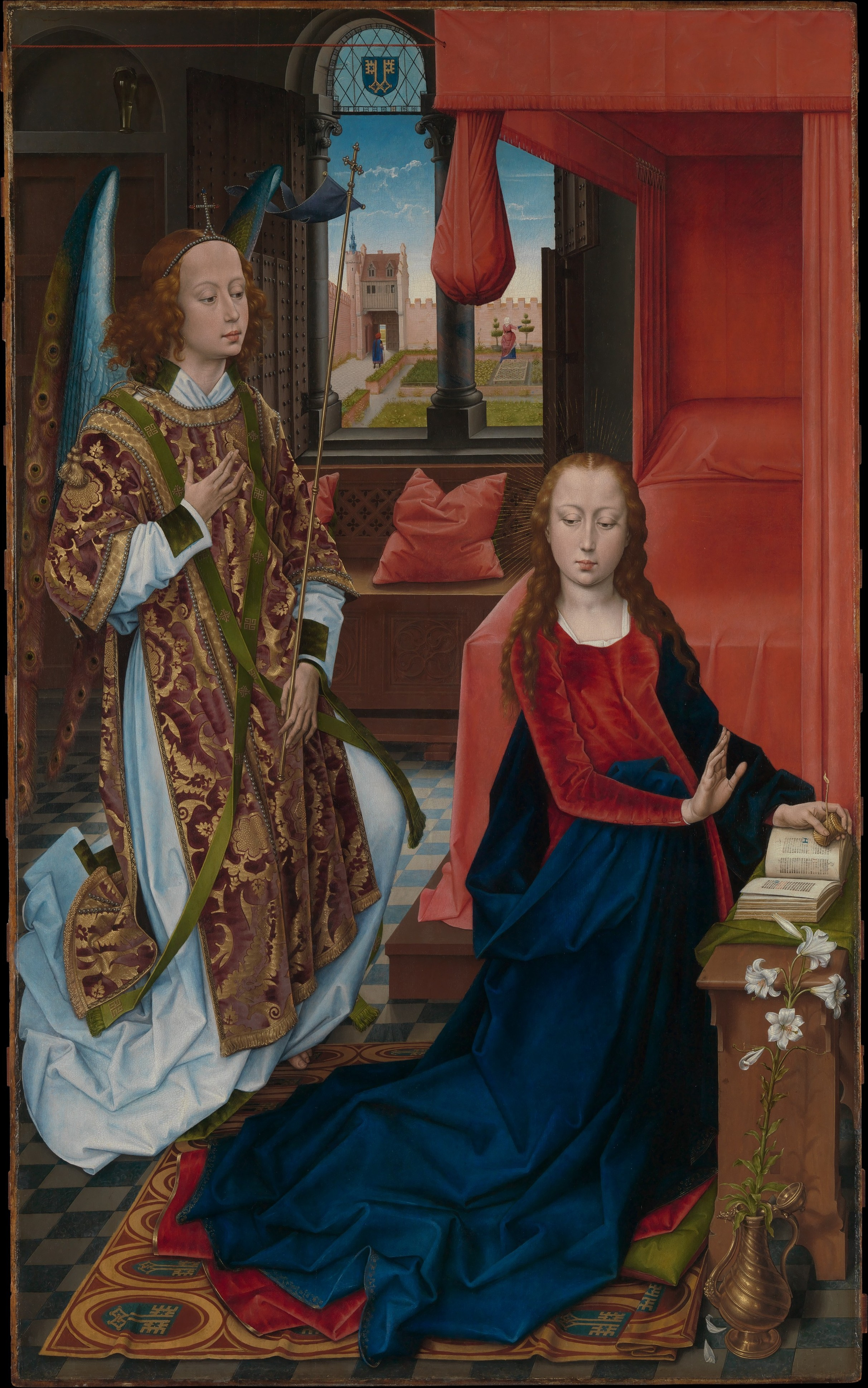
『クリュニーの受胎告知』、1465-1475年ごろ。ロヒール・ファン・デル・ウェイデンの工房、またはハンス・メムリンク。メトロポリタン美術館、ニューヨーク。

本作は、ファン・デル・ウェイデンによるルーヴル美術館の『受胎告知』 (1430年代) 、アルテ・ピナコテークの『コルンバの三連祭壇画』 (1455年ごろ) 、そして、ファン・デル・ウェイデン、またはメムリンクに帰属される『クリュニーの受胎告知』 (1465–1475年ごろ) に大きく依拠している。メムリンクは、1465年以降に自身の工房をブルッヘに設立するまで、ほぼ確実にブリュッセルのファン・デル・ウェイデンのもとで修業をしていた。メムリンクの『受胎告知』はファン・デル・ウェイデンの作品より革新的で、以前の絵画には登場しなかった付き添いの天使たちなどのモティーフが見られる。ティル＝ホルヘル・ボルヘルト によれば、メムリンクはファン・デル・ウェイデンのモティーフと構図に親しんでいただけでなく、ファン・デル・ウェイデン工房で下絵制作の助手をしていたかもしれないという。本作右側の扉はルーヴルの板絵から借用されており、結わえられたカーテンは『コルンバの三連祭壇画』の「受胎告知」にも登場する。
本作全体から、動いている感じが伝わってくる。ガブリエルの衣服の垂れさがる裾は画面からはみ出しており、彼が到着したところであることを示唆している。付き添いの天使たちが聖母を支える一方で、彼女の「ヘビのような姿 」は動きの感覚を増している。メムリンクの使用している色彩は驚愕すべき効果をあげおり、伝統的な光線は明るい色彩の指標に置き換えられている。白い服は「氷のような」青色で描かれ、 黄色の色面で表されている右側の天使は「光で漂白された」ように見える。左側の天使は影に浸されたように見え、ラベンダー色の服を身に着け、深緑色の羽根を着けている。ブルムによれば、虹色的な効果で、「この輝く表面は、 (人物たちに) 非地上的な特質を与え、彼らを寝室という、より日常的な世界から切り離している」。その効果は、初期ネーデルラント絵画に典型的な純粋な自然主義とリアリズムから逸脱しており、驚愕すべき並置、「不安定」で矛盾する効果を引き起こしているのである。

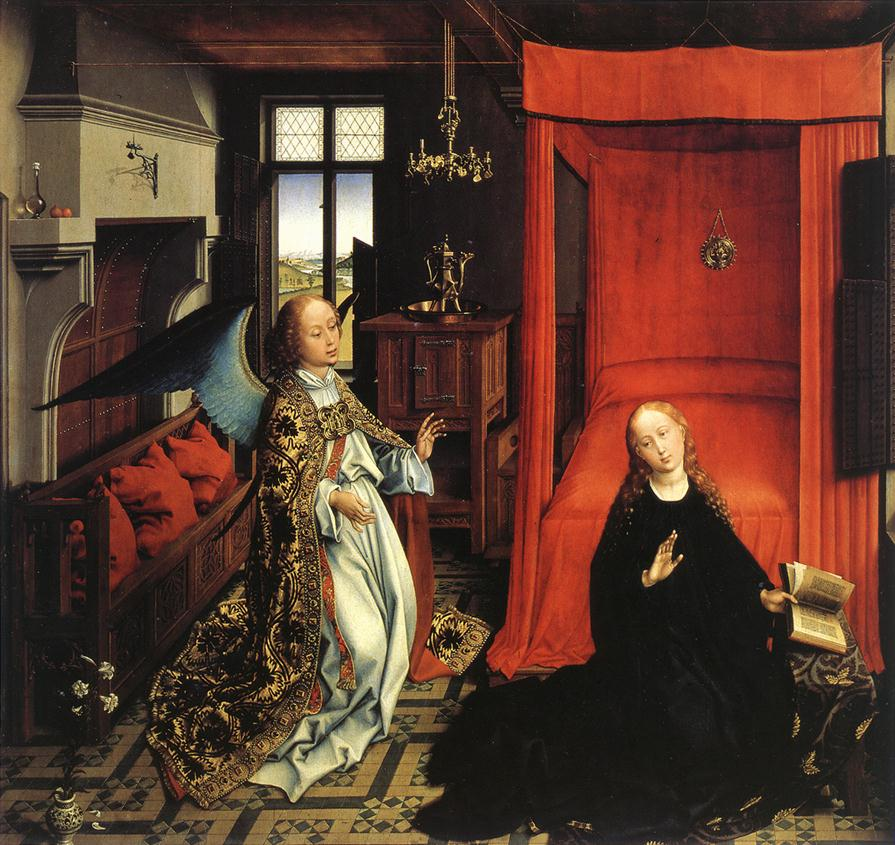
ロヒール・ファン・デル・ウェイデン『受胎告知の三連祭壇画』の中央パネル。1430年ごろ。ルーヴル美術館、パリ。

研究者たちは、本作が単独の礼拝画として意図されたのか、それとも大きな、今や分解されてしまった多翼祭壇画の一部であったのか定見にはいたっていない。エインズワースによれば、作品の大きさと「主題の秘蹟的性格により、教会の家族礼拝堂、または同業者組合 (ギルド) の礼拝堂にふさわしいものであったであろう」ということである。手を加えられていない、銘文のある額縁は片翼パネルとしては異例で、作品がおそらく単独のものとして意図されたことを示唆しているが、研究者たちは確信があるわけではない。というのは、床のタイルの線がやや左から右へと向かっていることは、より大きな作品の左翼パネルであったかもしれないことを示唆するからである。 板絵の裏面については何ら情報がなく、裏面は現存していない。
技術的分析により、メムリンクに典型的な大がかりな下絵が明らかになっている。下絵は、ハトとサイドボード上のガラス瓶、ロウソクを除き、乾いた絵具で仕上げられている。最終的な彩色中の見直しで、聖母の袖が大きくなり、ガブリエルの杖が再配置されるなどの変更が行われた。また、床のタイルとハトの位置を示すための切込みがなされた。
ヴァーゲンが1847年に本作をメムリンクに帰属したことに異議を唱えた唯一の人物は、W. H. ウィール で、彼は1903年、メムリンクは「この神秘の世界に決して、これら2人の感傷的で気取った天使たちを導入することなど夢にも思わなかったであろう」と宣言した。

## 来歴と状態
絵画の知られている来歴は、ラジヴィウ家の所蔵であった1830年代に始まる。1832年に作品を見た美術史家のスュルピ・ボワスレ によると、アントニ・ヘンリク・ラジヴィウが父の所有していた屋敷で作品を発見したという。ヴァーゲンは、絵画がミコワイ・クシシュトフ・ラジヴィウ・シェロトカ (1549–1616年) の所有であった可能性を推測し、彼は枢機卿であった兄ジャージー・ラジヴィウ から作品を相続したのかもしれないと推測した。ラジヴィウ家の所有であった作品は1920年、ラジヴィウ王女がパリのデュヴィーン兄弟 に売却した。アメリカの投資銀行家、フィリップ・レーマン が1920年10月に作品を購入し、現在はニューヨークのメトロポリタン美術館内にあるロバート・レーマン コレクションに展示されている。
概ね作品の状態はよい。メムリンクは作品をそれぞれ約28センチの2枚の板に描いた。制作年と銘文のある額縁はおそらく本来のものであったが、1830年に廃棄された。 記録上では3回の修復が行われている。アントニ・ヘンリク・ラジヴィウが作品を発見した時には、絵画は矢で刺し貫かれた状態であった。彼はそれを修復させて、損傷は補修を受けた。当時、聖母の外套と肌の色調は過剰な補筆がされた状態であった。本来の額縁は廃棄されたものの、その銘文は新しい額縁に加えられた。本来の額縁についての記述によると、額縁には紋章があり、それはおそらくジャージー・ラジヴィウのものであった。2回目の修復は1902年のブルッヘでの展覧会の後であり、3回目の修復は1928年以降にレーマンが作品をキャンバスに移し替えた時のことである。絵画は移し替えの際、さしたる損傷も受けなかった。19世紀後半の写真は画面四方に木材を映しているが、それはキャンバスへの移し替えの際、四方が拡大されたかもしれないことを示唆している。絵具の喪失と過度の補筆を受けた部分は、ガブリエルの衣服と花の差してある花瓶である。
絵画を見た時、ボワスレは銘文の制作年を1480年として記録した。最後の一桁は退色していて、読むことが難しく、1899年までには判読不可能になった。ヴァーゲンは、制作年は1482年であった可能性があると提案し、美術史家のディルク・デ・フォス (Dirk de Vos) は1489年と提案した。メムリンクの様式は制作年を特定化するのには適合しておらず、それが制作年の決定を難しくしている。スターリングによると、より早い時期のほうがたやすく受け入れられるということで、それはとりわけメムリンクの1479年の『聖ヨハネ祭壇画』 (St John Altarpiece) との類似性ゆえである。しかし、エインズワースは、より遅い1489年のほうが1480年代後半の画家の成熟した様式と適合しているという意見に傾いている。